# La Femme divine
Pour plus de détails, voir Fiche technique et Distribution.
La Femme divine (The Divine Woman) est un film muet américain de Victor Sjöström sorti en 1928.

## Synopsis
Alors qu'elle résiste aux avances d'un ancien amant de sa mère, Marianne, une jeune anglaise de milieu pauvre, frappe celui-ci et s'enfuit pensant l'avoir tué. Elle se lie alors avec un soldat, Lucien qui doit rejoindre son régiment ; mais il décide de rester auprès d'elle. Il retourne enfin à son régiment et confie Marianne à une brave blanchisseuse.
Mais Marianne rencontre le monde du théâtre et Henry Legrand qui en fait est une vedette et devient son amant. Lucien déserte par amour et rejoint la jeune femme ; il comprend alors que celle-ci est devenue la maîtresse de Legrand et qu'elle ne lui appartient plus. Afin de ne pas ruiner la carrière d'actrice de Marianne, Lucien lui fait ses adieux. Marianne n'a jamais cessé d'aimer Lucien et elle finit par abandonner le théâtre, cherchant à mettre fin à ses jours, mais Lucien la retrouve et ils partent ensemble mener une nouvelle vie.

## Fiche technique
- Titre original : The Divine Woman
- Réalisation : Victor Sjöström
- Scénario : Dorothy Farnum, d'après la pièce Starlight de Gladys Unger
- Image : Oliver T. Marsh
- Montage : Conrad A. Nervig
- Direction artistique : Cedric Gibbons
- Production : MGM
- Pays : États-Unis
- Durée :
- Format : Noir et blanc - film muet
- Date de la sortie américaine : 14 janvier 1928

## Distribution
- Greta Garbo : Marianne
- Lars Hanson : Lucien
- Polly Moran : Madame Pigonier
- Lowell Sherman : Henry Legrand
- Dorothy Cumming :	Mme Zizi Rouck
- Johnny Mack Brown : Jean Lery
- Cesare Gravina : Gigi
- Paulette Duval : Paulette
- Jean De Briac : Le metteur en scène

## Autour du film
(mai 2025).
Si vous disposez d'ouvrages ou d'articles de référence ou si vous connaissez des sites web de qualité traitant du thème abordé ici, merci de compléter l'article en donnant les références utiles à sa vérifiabilité et en les liant à la section « Notes et références ».
Ce film est une vague adaptation de la vie de Sarah Bernhardt, décédée cinq ans plus tôt. En fait, le scénario, écrit sur mesure pour Garbo est une synthèse de la vie de Sarah Bernhardt et de la propre vie de Garbo. Ce film vaudra à Garbo le surnom de "La Divine", empruntant ainsi à l'actrice française le surnom qu'elle avait porté.
Ce film a longtemps été cru perdu et différentes informations circulent à ce sujet. Par exemple, le fait qu'une seule bobine est encore disponible dans les archives de la MGM. Par ailleurs, il a été récemment[Quand ?] annoncé qu'environ 80 % du film a été retrouvé dans des archives russes, un matériel en cours de restauration. Une bobine a été diffusée sur TCM, longue de neuf minutes seulement avec des intertitres en langue russe.
Il s'agit du 12e film de Greta Garbo qui était alors âgée de 23 ans, le 5e de sa carrière hollywoodienne.

## Source de la traduction
- Cet article est partiellement ou en totalité issu de la page « La_Femme_Divine » de Fandom film (liste des auteurs), le texte ayant été placé par l’auteur ou le responsable de publication sous la licence de documentation libre GNU ou une licence compatible.